# أمسوحال
أمسوحال إحدى بلديات دائرة إيفرحونن التابعة لولاية تيزي وزو.

## أعلام
- شريف خدام

## مواضيع ذات صلة
- بلديات ولاية تيزي وزو
- دوائر ولاية تيزي وزو